# 久井めぐみ
久井 めぐみ（ひさい めぐみ）は、日本の漫画家。沖縄県出身。1994年からイラストレーター、漫画家として活動を開始。アダルト漫画の仕事を活動の中心としてきたが、2011年からは雑誌『ねこころ』にて、猫漫画『CAT MIND』を連載している。
仕事内容が男性誌中心だったためメディア顔出しNGで活動してきたが、「元祖ハムケツ」の出版で近影を発表してる。
代表作は写真集「ハムさま」「元祖ハムケツ」等、近年はフォトグラファーとしても活躍している。
ハムケツだが、もとは漫画家である久井めぐみが火付け人。カスタムハーレーイベントVラリー、雑誌モーターサイクリストCLRSSIC等。
掲載誌は漫画ゴラク、増刊大衆、アサヒ芸能、裏ブブカ、裏モノジャパン、マガジンWOOなど。

## 作品リスト

### 連載作品
- 『デリヘル番長』 1999 MANZOKU マンゾクニュース 内外タイムス
- 漫画裏モノJAPAN　1999～
- 『スペ射リスト』 2003～ 徳間書店 アサ芸 アサ芸エンタメ アサ芸増刊
- 『本当にあったHな話』2003～2013　ぶんか社
- 『危険なラブレター獄中結婚』原作　石原伸司 2004 コアマガジン 裏BUBKA
- 『CAT MIND』 2011 ケーズパブリシング ねこころ
- モーターサイクリストCLRSSIC　2019

### 単行本
- 『元祖ハムケツ』 2014 有峰書店新社
  1. 2014年5月30日発売 ISBN 978-4-87045-278-7
- 『ハムさま』 2015 竹書房
  1. 2015年7月17日発売 ISBN 978-4-8019-0337-1